# Dave (Rapper)

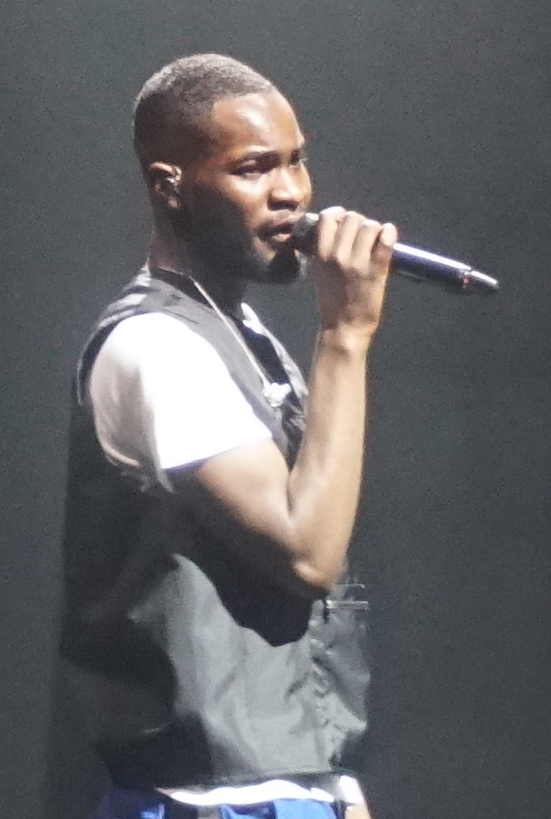
Dave (2019)

Dave (bürgerlich David Orobosa Omoregie; * 5. Juni 1998 in Streatham, London), auch bekannt als Santan Dave und Dave Santan, ist ein britischer Rapper.

## Karriere
Im Mai 2015 begann der im südlich gelegenen Londoner Stadtteil Streatham aufgewachsene Sohn von Nigerianern, erste Freestyles auf YouTube hochzuladen. Dort erhielten seine Veröffentlichungen vereinzelt bis zu 500.000 Aufrufe. Neben Live-Sessions für den britischen Radiosender BBC Radio 1Xtra gewann er im Jahr 2016 außerdem durch Festivalauftritte und Touren mit anderen Musikern an Aufmerksamkeit.
Im Anschluss an eine Vielzahl von Singleveröffentlichungen, darunter auch eine Kollaboration mit dem kanadischen Rapper Drake, erschien im Herbst 2016 seine erste Extended Play Six Paths, die auf Platz 76 der britischen Albumcharts einstieg. Im November 2017 folgte seine zweite EP Game Over, mit der er dort den 13. Platz belegen konnte. Etwa gleichzeitig wurde Dave im Rahmen der MOBO Awards zum besten Newcomer des Vereinigten Königreichs 2017 gewählt.
Sein Debütalbum kündigte er in einem Interview für das Jahr 2018 an. Anfang Oktober 2018 erschien vorab die Single Funky Friday in Kollaboration mit Fredo, welche bereits in der Veröffentlichungswoche auf Platz 1 der dortigen Singlecharts einstieg und von einigen britischen Szenefunktionären deshalb als großer Meilenstein der gegenwärtigen Musikindustrie im Vereinigten Königreich angesehen wurde. Am 8. März 2019 veröffentlichte Dave das Studioalbum Psychodrama. Es erreichte Platz 1 der britischen Charts und wurde mit Gold ausgezeichnet. Dazu erhielt es den Brit Award für das beste britische Album des Jahres. Beim wichtigsten britischen Musikpreis wurde Dave außerdem in drei weiteren Kategorien nominiert.
Der Rapper gab sein Debüt als Schauspieler 2019 in der von Ronan Bennett produzierten britischen Netflix-Serie Top Boy, in der er seit der dritten Staffel den verurteilten Drogendealer Modie spielt.
Anfang Juli 2021 machte er Pläne bekannt, sein zweites Studioalbum We’re All Alone in This Together noch Ende desselben Monats veröffentlichen zu wollen. Es erschien am 23. Juli 2021.

## Diskografie
Studioalben

| Jahr | Titel                            | Höchstplatzierung, Gesamtwochen, AuszeichnungChartplatzierungen (Jahr, Titel, Platzierungen, Wochen, Auszeichnungen, Anmerkungen) | Höchstplatzierung, Gesamtwochen, AuszeichnungChartplatzierungen (Jahr, Titel, Platzierungen, Wochen, Auszeichnungen, Anmerkungen) | Höchstplatzierung, Gesamtwochen, AuszeichnungChartplatzierungen (Jahr, Titel, Platzierungen, Wochen, Auszeichnungen, Anmerkungen) | Höchstplatzierung, Gesamtwochen, AuszeichnungChartplatzierungen (Jahr, Titel, Platzierungen, Wochen, Auszeichnungen, Anmerkungen) | Anmerkungen                                             |
| Jahr | Titel                            | DE | AT | CH | UK | Anmerkungen                                             |
| ---- | -------------------------------- | --- | --- | --- | --- | ------------------------------------------------------- |
| 2019 | Psychodrama                      | — | — | — | UK1 Platin · (164 Wo.)UK | Erstveröffentlichung: 8. März 2019 Verkäufe: + 375.000  |
| 2021 | We’re All Alone in This Together | — | AT50 (1 Wo.)AT | CH18 (6 Wo.)CH | UK1 Platin · (86 Wo.)UK | Erstveröffentlichung: 23. Juli 2021 Verkäufe: + 327.500 |

## Filmografie
- 2019: Top Boy (Fernsehserie, 5 folgen)